# Tutow
Tutow là một đô thị thuộc huyện Vorpommern-Greifswald (trước thuộc Demmin), bang Mecklenburg-Vorpommern, Đức. Đô thị Tutow có diện tích 6,05 km², dân số thời điểm ngày 31 tháng 12 năm 2006 là 1372 người.